# 에디 이건
에드워드 패트릭 프랜시스 "에디" 이건(Edward Patrick Francis "Eddie" Eagan, 1897년 4월 26일 - 1967년 6월 14일)은 미국의 운동 선수이다. 처음으로 하계와 동계 올림픽 양대 대회에서 메달을 딴 선수이자 유일하게 둘 모두에서 금메달을 딴 선수이다.
이건은 덴버의 가난한 집안에서 태어났다. 예일 대학교와 옥스퍼드 대학교에서 법학을 공부했으다. 1920년, 이건은 1차 대전 이후 처음 열리는 안트베르펀 올림픽에 라이트헤비급 권투 선수로 출전해서 금메달을 땄다. 1924년 파리 올림픽에도 참가했으나 메달 획득에는 실패했다.
8년 후, 1932년 플래시드 동계 올림픽에 빌리 피스크가 이끄는 봅슬레이 팀의 일원으로 참가하여 금메달을 땄다. 이건은 양대 올림픽에서 메달을 딴 첫 선수이며, 미국 선수로는 현재까지 유일하다.
이건은 후에 변호사가 되었으며, 제2차 세계 대전에는 육군 대령으로 복무하였다. 뉴욕주 리에서 70세로 숨을 거뒀다.